# 泉头岩
泉头岩，位于襄阳地区南漳县八里川村西部方向，八里川村唯一泉眼，依山建有八里川村水库，供应八里川公路两边居民用水。该水库属于薛坪镇重要的集农田灌溉，人畜用水集一体的小（二）型水库，远期规划扩建库容，引该水源至薛坪镇中心，以解决南漳西部水资源匮乏等问题。